# 臼別温泉
臼別温泉（うすべつおんせん）は、北海道せたな町大成区にある温泉。

## 泉質
- ナトリウム・カルシウム - 塩化物・硫酸塩泉（低張性中性高温泉）
- 湧出量 - 20L/min（自噴）

湯色は薄褐色。飲泉可。

## 温泉施設
せたな町が管理する日帰り入浴施設、『湯とぴあ臼別』（ゆーとぴあ うすべつ）が存在する。
無人施設であり、清掃協力金100円必要。
温泉は源泉掛け流し。必要に応じて沢水で各自温度調整する。
男女別の内湯、露天風呂、打たせ湯がある。露天風呂奥の休憩所は男女共用。
12月 - 3月の冬期間は閉鎖。

## 歴史
古くから知られており、温泉にまつわるアイヌの伝説もある。寛政元年（1789年）には菅江真澄が入湯した記録がある。
1887年（明治20年）に温泉宿が開業し、その後鉱山会社が経営。戦後は長らく“ランプの宿”として知られてきたが、北海道南西沖地震で施設がダメージを受けたのを機に、経営者夫婦の健康問題もあり1994年（平成6年）に廃業した。
その後大成町（後に合併してせたな町）が、1995年（平成7年）に日帰り入浴施設『湯とぴあ臼別』として再開して現在に至る。

## アクセス
国道229号平浜地区から臼別川沿いに3.2km、途中に未舗装路が約2km。